# Svazek obcí Cidlina (okres Hradec Králové)
Svazek obcí Cidlina byl svazek obcí (dle § 49 zákona č.128/2000 Sb. o obcích) v okresu Hradec Králové, jeho sídlem byly Nepolisy a jeho cílem bylo koordinování celkového rozvoje území mikroregionu na základě společné strategie, přímé provádění společných investičních akcí a společný postup při prosazování ekologické stability území. Sdružoval 15 obcí a byl založen v roce 2000. 
Společně s Mikroregionem Novobydžovsko byl Svazek obcí Cidlina součástí Regionu Společná Cidlina.

## Popis
Svazek obcí Cidlina (též Mikroregion Cidlina) se nachází v jihozápadní části Královéhradeckého kraje a má rozlohu 114,4 km². Jeho přirozeným centrem je město Chumec nad Cidlinou.
Mikroregion si cení především své strategické polohy na hranici tří krajů (Královéhradeckého, Pardubického a Středočeského), a také dobré dopravní dostupnosti díky dálnici D11. Mikroregion sousedí na severu s mikroregionem Novobydžovsko (ten rovněž odděluje od uceleného území mikroregionu obec Babice – mikroregion Cidlina tedy není souvislým územním celkem) a po proudu řeky Cidliny navazuje mikroregion Pocidliní.
Hlavním cílem Svazku obcí Cidlina je "koordinování celkového rozvoje území mikroregionu na základě společné strategie, přímé provádění společných investičních akcí, společný postup při prosazování ekologické stability území".
Ve strategii rozvoje mikroregionu na období 2007 – 15 figurují následující priority:
- Ekonomický rozvoj mikroregionu – především podpora již stávající podnikatelské základny, posílení konkurenceschopnosti místního zemědělství, ve kterém má mikroregion dlouhodobou tradici, a podpora cestovního ruchu (využití kulturně historických památek jako turistických cílů, podpora cykloturistiky)
- Stabilizace obyvatelstva v mikroregionu - zvyšování dostupnosti a kvality bydlení a občanské vybavenosti, posilování sounáležitosti obyvatel s mikroregionem (podpora tradic, festivalů a dalších kulturních a společenských aktivit), zlepšení podmínek vzdělávání a trhu práce
- Rozvoj dopravní a technické infrastruktury – rekonstrukce místních komunikací, posilování veřejné dopravy, výstavba a rekonstrukce vodohospodářské infrastruktury a dalších technických sítí (veřejné osvětlení, veřejný rozhlas, …)
- Trvale udržitelný rozvoj mikroregionu - komplexní rozvoj měst a obcí, včetně revitalizace veřejného prostoru, ochrana přírody, efektivizace práce s odpady a práce s energetickými zdroji

Ve strategii rozvoje Regionu Společná Cidlina, jehož je Svazek obcí Cidlina součástí, figurují na období 2014 – 22 následující cíle:
- Ekonomika: zvýšit zaměstnatelnost v regionu, vytvořit nová pracovní místa a společně prezentovat a propagovat celý region navenek
- Veřejná správa a vzdělávání: efektivizovat veřejnou správu a podpořit především střední a učňovské školství a další vzdělávání
- Veřejné služby: podporovat informovanost obyvatel, sport a sociálně slabé skupiny, zlepšit kvalitu a dostupnost sociálních, zdravotních a vzdělávacích služeb, udržet pobočky České pošty v regionu
- Komunita: rozvíjet bytový fond včetně sociálního bydlení, profesionalizovat neziskové organizace a zintenzivnit spolupráci při pořádání akcí
- Doprava a životní prostředí: investovat do dopravní infrastruktury, včetně stezek pro pěší a cyklisty, a posílit dopravní obslužnost v regionu, obnovit zeleň a kulturní památky, zkvalitnit životní prostředí (např. regenerace brownfieldů, budování kanalizace a ČOV, zvyšování retence vody, rekultivace vytěžených ložisek písku apod.)

## Obce sdružené v mikroregionu
- Babice
- Chlumec nad Cidlinou
- Chudeřice
- Káranice
- Kosice
- Lišice
- Lovčice
- Lužec nad Cidlinou
- Měník
- Mlékosrby
- Nepolisy
- Nové Město
- Písek
- Převýšov
- Stará Voda